# Luis Carbonell Artajona
Luis Carbonell (Zaragoza, Aragón, 27 de abril de 2003) es un futbolista español que juega como delantero en el Real Zaragoza de la Segunda División de España.

## Carrera
Debuta con el Real Zaragoza en el estadio de los Juegos Mediterráneos el 9 de diciembre de 2020 contra la Unión Deportiva Almería, correspondiente a la aplazada segunda jornada de la Segunda División. Entró al terreno de juego sustituyendo a Pep Chavarría en el minuto 78, en un partido que finalizó con derrota zaragocista por 1-0.
Tras una errática cesión al Real Madrid en la temporada 2021-22, donde las lesiones no le permitieron tener demasiada participación, retornó para la pretemporada con el conjunto zaragocista en Segunda División.
El 21 de agosto de 2022, firma por el Club Deportivo Teruel de la Segunda Federación, cedido por el Real Zaragoza.
El 14 de julio de 2023 es cedido al Club Deportivo Tudelano.
El 1 de febrero de 2024, debido a la falta de oportunidades en el Tudelano, es cedido a la Sociedad Deportiva Ejea hasta final de temporada. Dicha cesión fue renovada en julio de 2024 hasta el 30 de junio de 2025.

## Clubes
| Club              | País   | Año       |
| ----------------- | ------ | --------- |
| Deportivo Aragón  | España | 2020-21   |
| Real Zaragoza     | España | 2020-21   |
| Real Madrid C. F. | España | 2021-22   |
| C. D. Teruel      | España | 2022-23   |
| C. D. Tudelano    | España | 2023-24   |
| S. D. Ejea        | España | 2024-25   |
| Real Zaragoza     | España | 2025-Act. |